# Civezza
Civezza est une commune italienne de la province d'Imperia dans la région Ligurie en Italie.
Elle est située à environ 127 km au sud-ouest de Gênes et à environ 7 km à l'ouest d'Imperia.
Au 31 décembre 2004, elle avait une population de 557 habitants et une superficie de 3,8 kilomètres carrés. 
Le village est situé au sommet d'une colline, comme beaucoup d'autres villages de la riviera.
Le bord de mer est à seulement 4 kilomètres.
La frontière française est à 58 km et la principauté de Monaco à 69 km.
La grande ville la plus proche est la ville française de Nice, à 83 km à l’ouest de Civezza, tandis que la capitale régionale, Gênes, se situe à 127 km à l’est du village.
Civezza est limitrophe des municipalités suivantes : Cipressa, Dolcedo, Imperia, Pietrabruna et San Lorenzo al Mare.
Le village a été fondé au XIe siècle : une légende bien connue dit que sa naissance est due à la décision de trois familles nobles (les Riccas, les Dolcas et les Arrigos) de s’y installer après avoir été exilées de Venise, à cause du doge de la ville.
Civezza est un village médiéval, avec cinq tours antiques construites au XVIe siècle pour défendre son territoire contre les pirates saracens.
Le saint patron est Saint Marc l'évangéliste et il est célébré le 25 avril.
Le nom du saint patron est également le nom de la principale église de Civezza (San Marco Evangelista). Il y a également cinq petites églises à Civezza : « San Giovanni », « San Rocco », « San Sebastiano », « San Salvatore » et « Madonna delle Grazie »
Le temps est chaud mais venteux en toutes saisons et les précipitations sont rares.
Il existe une production traditionnelle d'huile d'olive et de vin.
Malgré la petite taille du village, à Civezza, on trouve : un bureau de poste, deux magasins d’aliments, deux bars, trois agritourismes, un supermarché, un restaurant, une pharmacie, une auberge. Il y a aussi un jardin d'enfants et une école primaire. 
Au moins quatre fois par jour, un service de bus public relie Civezza à la capitale de la province, Imperia, et à San Lorenzo al Mare.
Les langues parlées sont l'italien et le ligurien, le dernier étant principalement utilisé par les personnes âgées. Le français est également largement compris.

## Administration
| Période                                  | Période | Identité | Étiquette | Qualité |
| ---------------------------------------- | ------- | -------- | --------- | ------- |
|                                          |         |          |           |         |
| Les données manquantes sont à compléter. |         |          |           |         |

### Communes limitrophes
Cipressa, Dolcedo, Imperia (Italie), Pietrabruna, San Lorenzo al Mare